# 외거어
외거어(外去語)란 특정 언어의 어휘중에 그 언어 이외의 다른 언어로 차용되는 어휘를 말한다. 외래어의 반대개념이다. 외거어는 정치적 문화적 영향력이 큰 언어집단의 어휘,차용하는 언어의 어휘군에 존재하지 않는 어휘, 다른 언어로 번역되기 힘든 독특한 의미와 개념을 담은 어휘들에서 많이 발생한다. 외거어는 차용된 언어에서 의미변화를 일으켜 원래 언어의 의미와 달라지는 경우도 많다.